# シャトル便

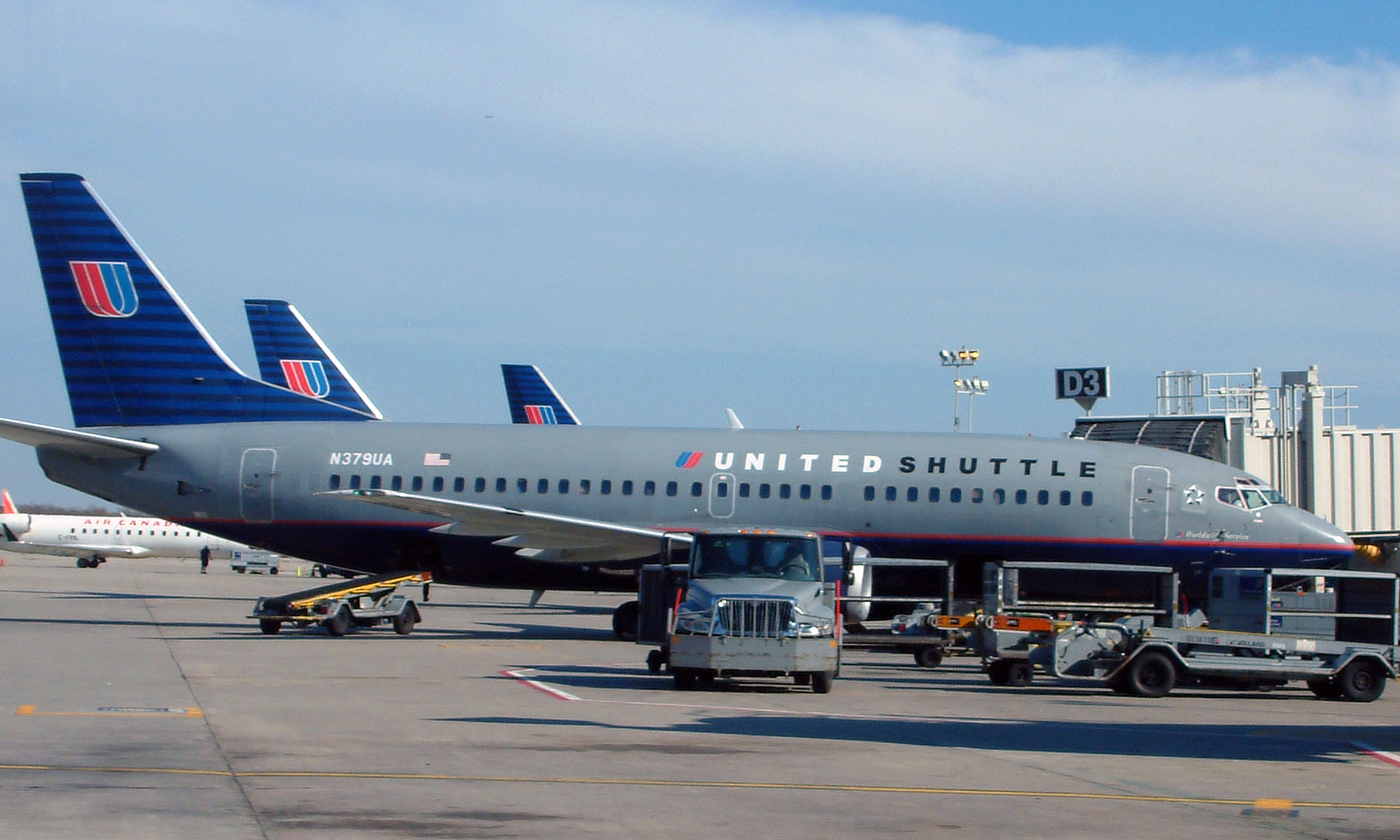
ユナイテッド・シャトルのボーイング737型機

シャトル便（シャトルびん）とは、予約無しで乗ることができ、大都市間を高頻度かつ低運賃で結ぶ航空便のことである。

## 概要
航空便による移動が古くから盛んなアメリカにおいて、1950年代頃に相次いで運航が開始されたニューヨーク（ラガーディア空港） - ワシントンD.C.（ロナルド・レーガン・ワシントン・ナショナル空港）やニューヨーク - ボストン、ロサンゼルス - サンフランシスコなどの大都市間の路線において、イースタン航空が予約無しの定時便を高頻度で結ぶサービスを行ったのが最初の例とされる。
通勤客を含むビジネス客を主な顧客とすることから、朝や夕方などの繁忙期は10分から15分程度、深夜でも1時間程度の高頻度でほぼ24時間運航されており、シャトルバスの空路版といえる。エアタクシーとは異なり予約が不要で割安ながら座席は旅客機相当という利点もある。
機内は需要に合わせビジネスクラスで統一しビジネスバッグに対応した手荷物スペースを確保した設計が多い。殆どの場合飛行時間が1時間程度である上、自動車やバス、鉄道などとの競合上、低運賃を実現するためにエンターテイメント設備は無く、機内サービスはよくて飲み物程度しかない。
通勤目的の乗客がメインであるため同一路線なら運賃で選択される傾向にあり、トランプ・シャトルでは差別化のため豪華な内装の機体や専用ゲートでのサービスを行っていたが、パンアメリカン航空の競合便やメトロライナー（アムトラックの高速列車）などに比べ高い運賃が不評であったため、客足が伸びず赤字が続いた。

## 主な運航ルート

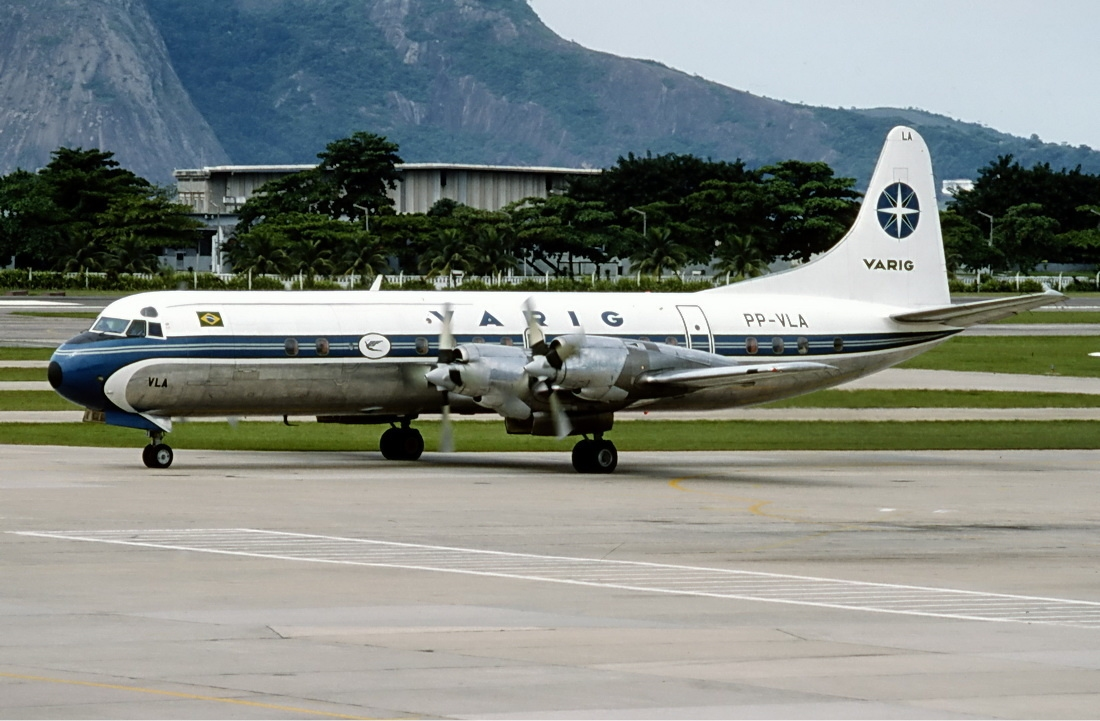
シャトル便「ポンチ・アエーレア」として運行されていたヴァリグ・ブラジル航空のロッキード L-188（1990年代）

- ニューヨーク - ワシントンD.C.：アメリカン航空、ユナイテッド航空、デルタ航空が運航
- ニューヨーク - ボストン：アメリカン航空、ユナイテッド航空、デルタ航空が運航
- ニューヨーク - シカゴ：アメリカン航空、ユナイテッド航空、デルタ航空、サウスウエスト航空などが運航
- ロサンゼルス - サンフランシスコ：アメリカン航空、ユナイテッド航空、デルタ航空、サウスウエスト航空、アラスカ航空などが運航
- サンパウロ - リオデジャネイロ：LATAM ブラジル、ゴル航空、アビアンカ航空などが運航
- ロンドン - ダブリン：ブリティッシュ・エアウェイズ、エアリンガス、ライアンエアーなどが運航
- マドリード - バルセロナ：イベリア航空、ブエリング航空などが運航
- イスタンブール - イズミル：ターキッシュ エアラインズ、ペガサス航空、アトラスグローバルなどが運航
- シンガポール - クアラルンプール：シンガポール航空、シルクエアー、マレーシア航空などが運航
- 北京 - 上海：中国国際航空、中国東方航空、中国南方航空、上海航空、海南航空などが運航（京滬空中快線）
- 北京・上海 - ソウル：中国国際航空、中国東方航空、中国南方航空、大韓航空、アシアナ航空などが運航
- ソウル（金浦） - 済州：大韓航空、アシアナ航空、チェジュ航空、ジンエアーが運航

### 日本の「シャトル便」
日本においてもJR東海道・山陽新幹線との競合が激しい東京（羽田・成田） - 大阪（伊丹・関西）・神戸線において、1990年代に日本航空 (JAL) ・全日空 (ANA) ・日本エアシステム (JAS) の大手3社が協力して専用カウンターを設置し、空席照会や航空券購入の利便を向上する「シャトル便」サービスを開始し、2000年9月20日からは3社の連帯運送による共通の運賃制度（他社便への変更が可能）も導入された。
JALによるJASの吸収合併に伴いANAとの2社間での競争が激しくなったことから、現在は協調したサービスを広げることには消極的になっている。
共通ウェブサイトについては2008年3月末をもって閉鎖され、2社共有の予約サイトである「国内線ドットコム」（2016年3月27日をもって閉鎖）に一本化された。また、2017年10月28日をもって運賃体系としてのシャトル便（両社共通で利用できる往復割引運賃）の設定が終了した。なお、羽田 - 伊丹間については一部時間帯を除き両社の便が交互に30分間隔（羽田・伊丹共にJALが毎時30分、ANAが毎時0分の出発）となるダイヤを継続している。